# Rhopalopterum fasciolum
Rhopalopterum fasciolum är en tvåvingeart som först beskrevs av Johann Wilhelm Meigen 1830.  Rhopalopterum fasciolum ingår i släktet Rhopalopterum, och familjen fritflugor. Arten är reproducerande i Sverige.